# Vallée du Marcadau
Pour les articles homonymes, voir Marcadau (homonymie).
La vallée du Marcadau est une vallée des Pyrénées située sur la commune de Cauterets dans le département des Hautes-Pyrénées (France). Incluse dans le parc national des Pyrénées, traversée par le gave du Marcadau, la beauté de son paysage et son accès facile depuis le Pont d'Espagne en font un lieu de balade prisé des touristes. Elle recèle aussi une grande diversité au niveau de la flore dont de nombreuses espèces endémiques des Pyrénées.

## Étymologie
Le mot Marcadau vient du nom du col de montagne port du Marcadau accessible depuis la vallée, celui-ci signifiant place de marché en gascon. En effet, le col situé sur la frontière franco-espagnole constituait un lieu d'échange entre les habitants de Cauterets côté français et ceux de Panticosa dans le Haut-Aragon côté espagnol. Pour se rendre au Marcadau, les habitants de Cauterets devaient donc traverser cette vallée qui en prit le nom.

## Géographie
La vallée « naît » dans sa partie haute au niveau du cirque du Marcadau, serpente sur 6 à 7 km, puis fusionne au niveau du Pont d'Espagne avec le vallon du Gave de Gaube pour former le Gave de Jéret qui descend sur la commune de Cauterets.
Sa partie haute est boisée et étroite, on y trouve le refuge Wallon à l'entrée du cirque du Marcadau ; sa partie basse est beaucoup plus large, de faible déclivité et clairsemée : le gave du Marcadau peut se répandre en méandres et des troupeaux de vaches y brouter l'herbe grasse de montagne en toute liberté pendant l'été.
La vallée fait partie du parc national des Pyrénées.

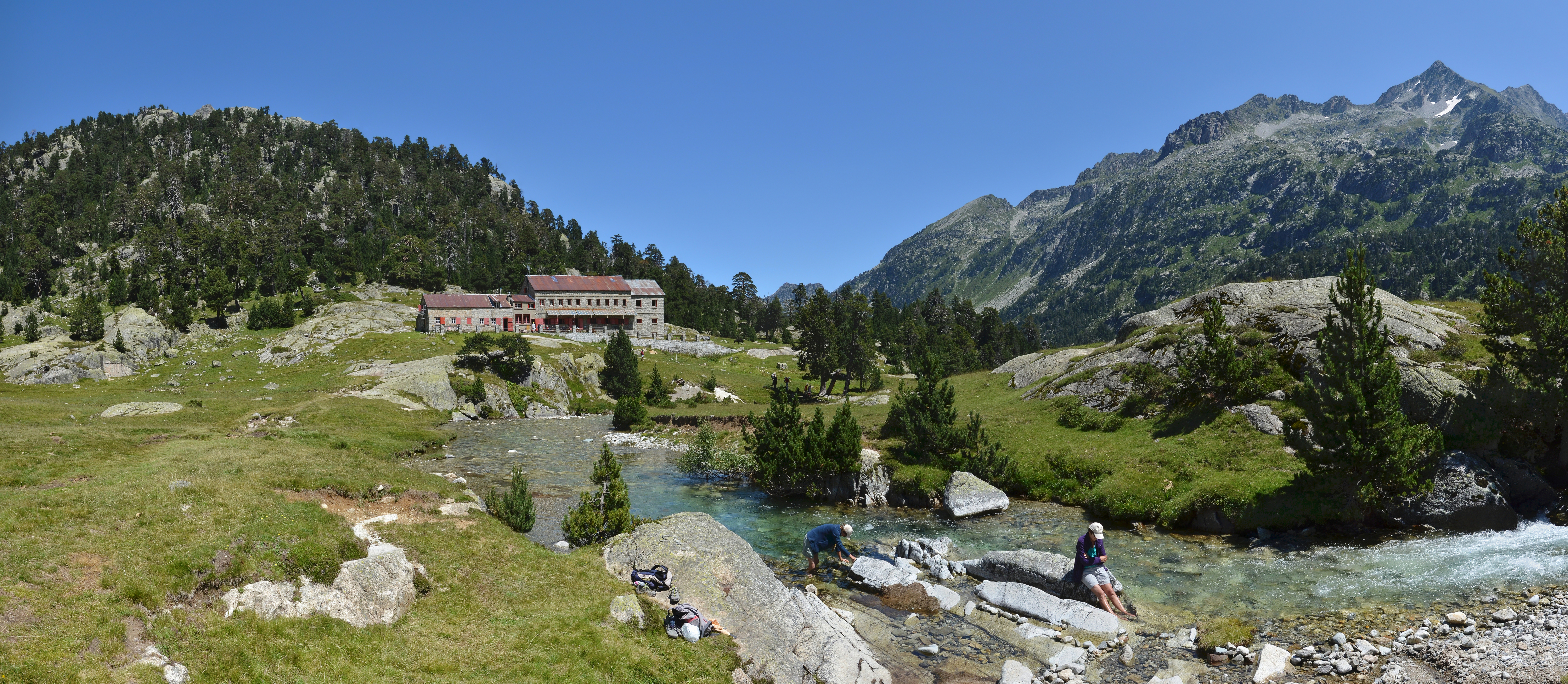
Le gave et le refuge Wallon.
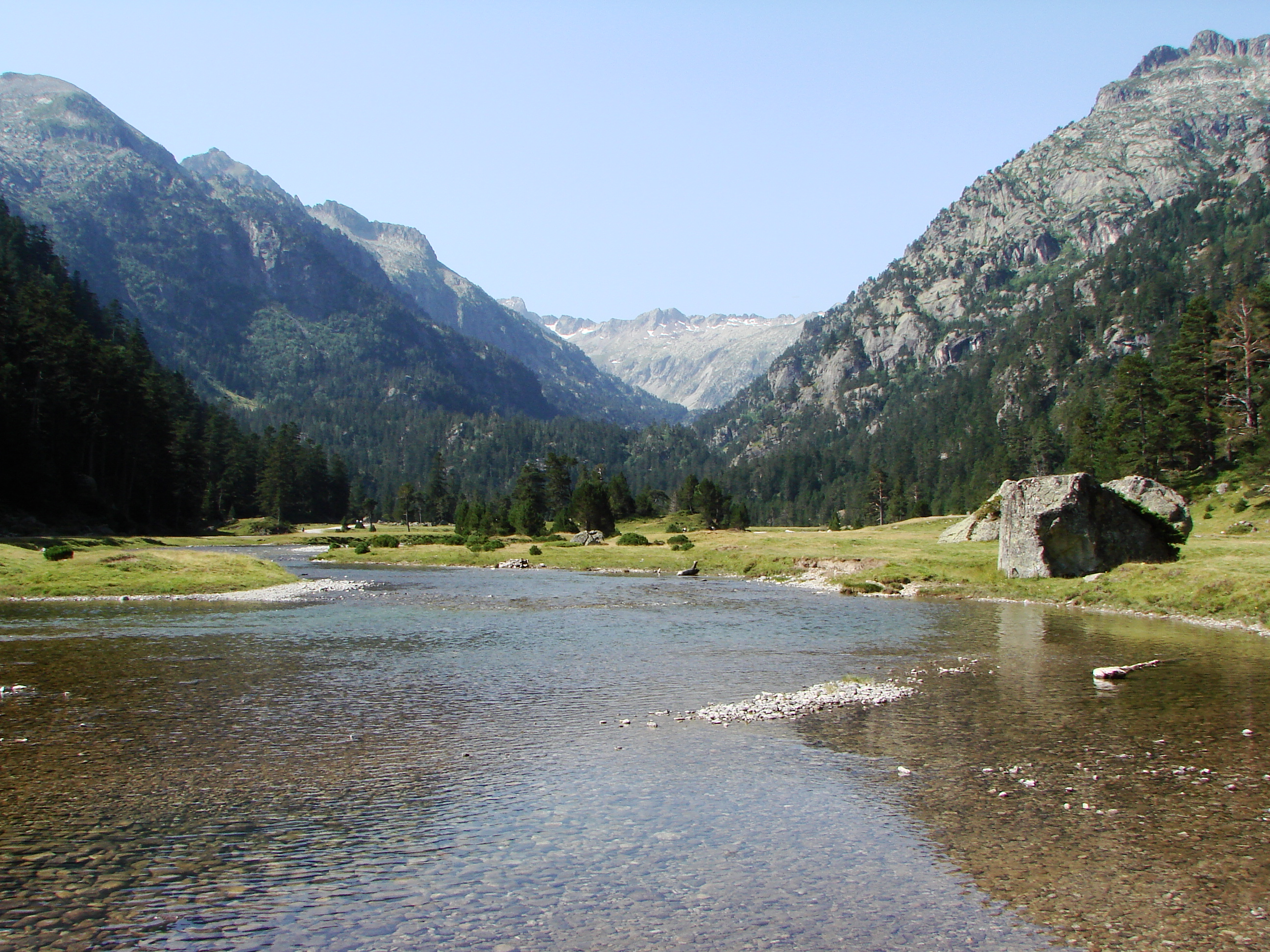
Gave du Marcadau en méandres avec faible déclivité.

### Topographie
Orientée sud-ouest–nord-est, la vallée s'étend sur environ 9 km avec une largeur moyenne de 5 km.
Elle est délimitée par trois lignes de crêtes principales :
- à l’ouest, du pic de Cambalès au pic des Nets (2 428 m) ;
- à l’est par la crête des Counillères du pic de Gaube (2 377 m) au pic Alphonse Meillon ;
- au sud-ouest par la crête de Péterneille qui forme la frontière avec l’Espagne du pic de Cambalès au pic Alphonse Meillon (2 930 m).

La vallée de Marcadau est coincée entre la vallée d'Ilhéou au nord, la vallée d'Arrens et la vallée d'Estaing à l’ouest, la vallée de Gaube à l’est et l’Espagne au sud.

## Flore et faune
La flore protégée (zone incluse dans le parc national des Pyrénées) y trouve des conditions propices à son développement, on trouve de nombreuses espèces endémiques comme le Chardon bleu des Pyrénées, la Potentille fausse alchémille, la Campanula raineri, etc. Ce sont des plantes de l'étage subalpin en sol acide.
La faune est surtout composée d'insectes comme des bourdons, des papillons, des fourmis...

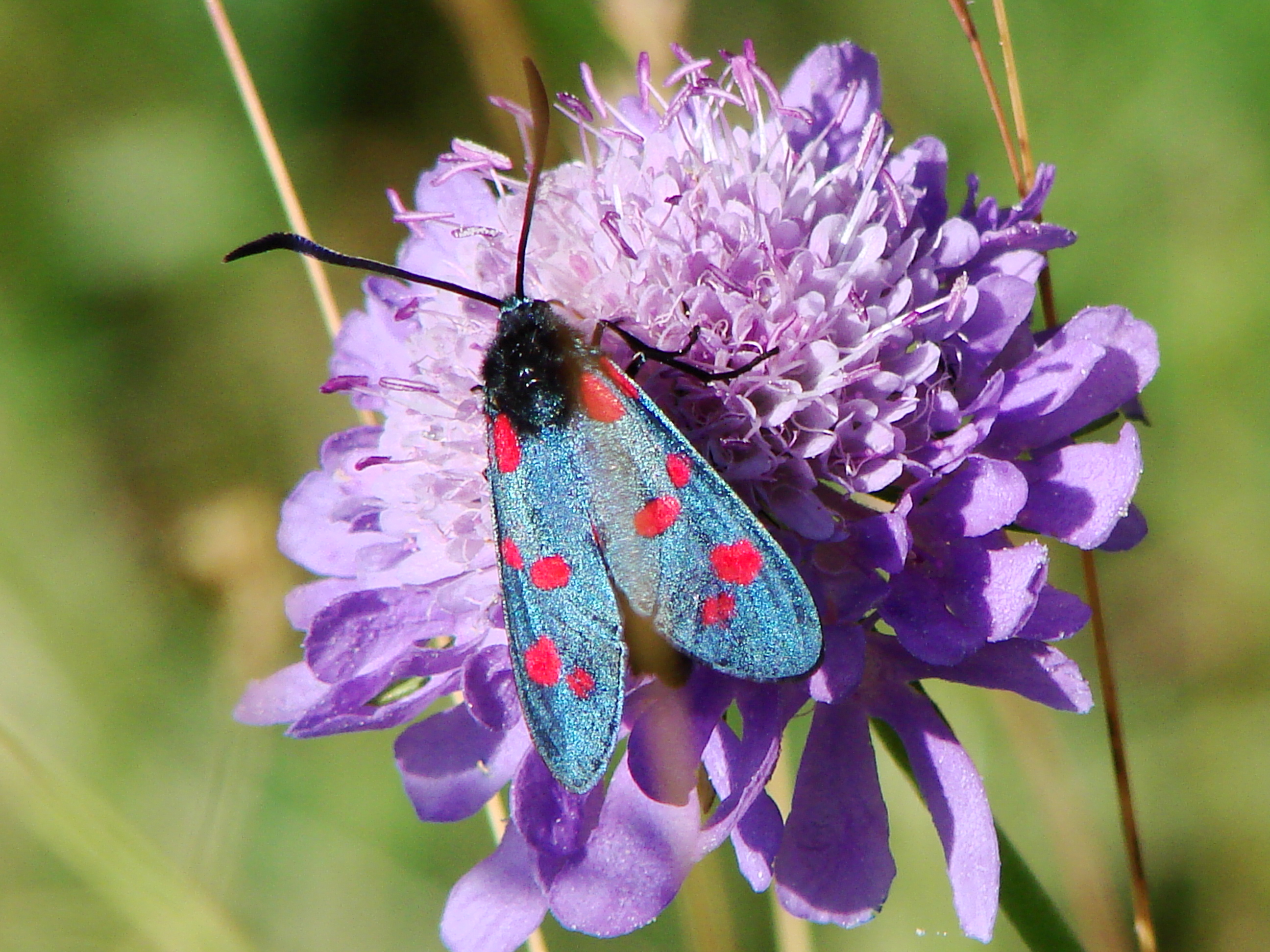
Knautia dipsacifolia et une espèce de Zygaenidae (Zygène de la filipendule : ailes bleu foncé argenté, six points rouges par aile et longues antennes noires grossies et cornées à leur extrémité).
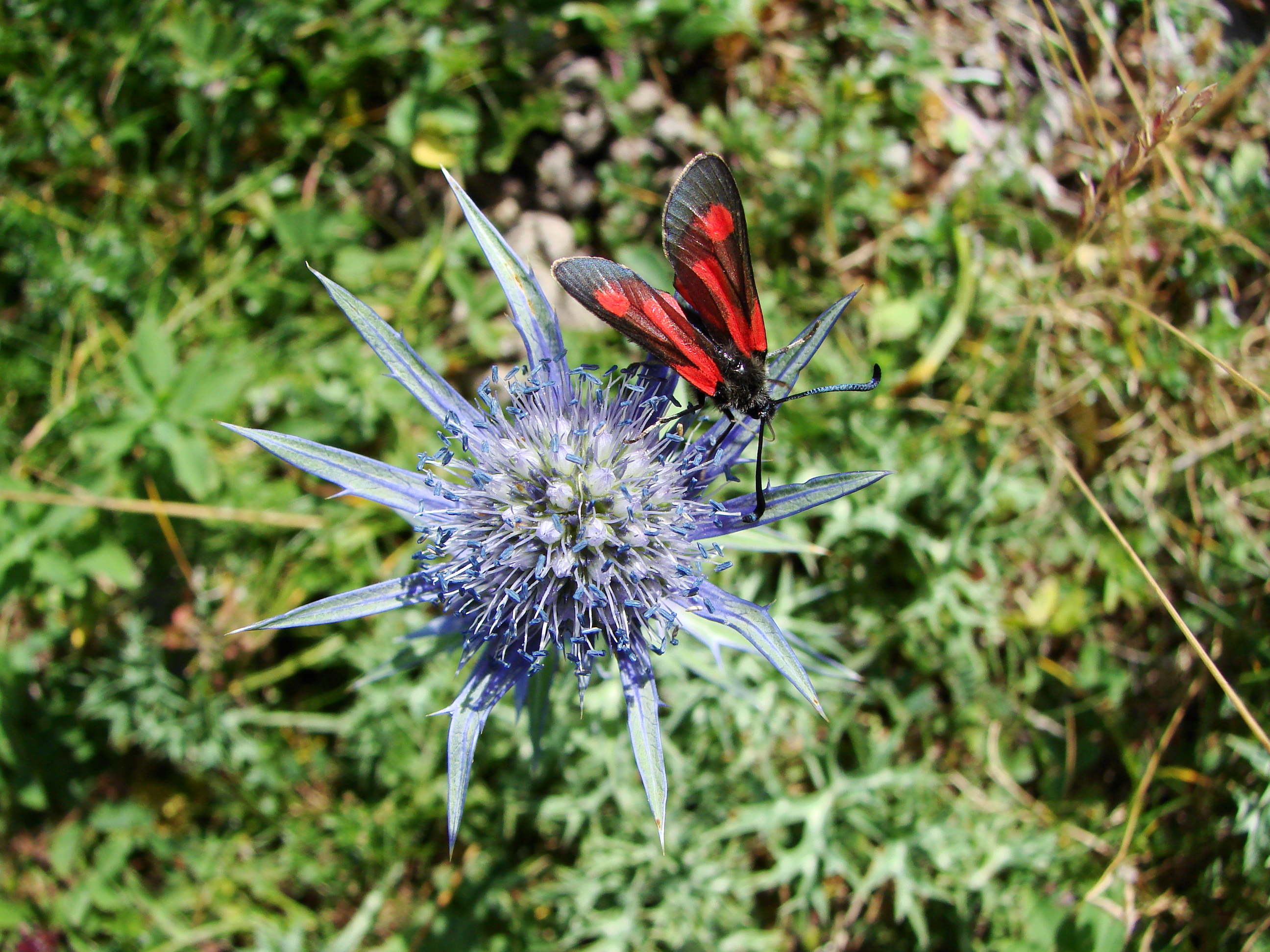
Chardon bleu des Pyrénées et une autre espèce de Zygaenidae.
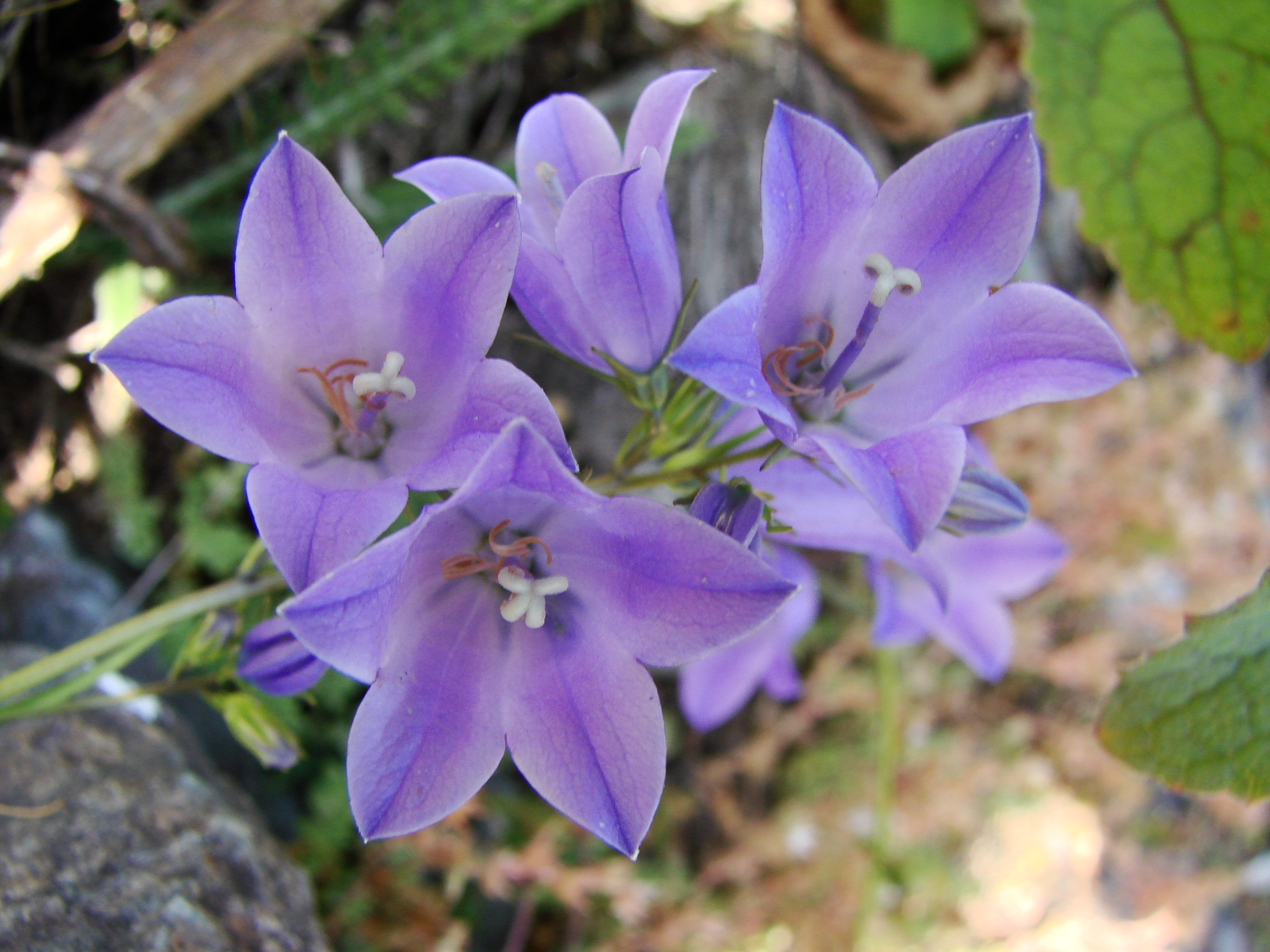
Campanula raineri.

## Histoire
Lieu de passage et d'échange en direction du port du Marcadau (voir la section étymologie) et du col d'Arratille, on venait aussi et on vient toujours y faire pâturer les troupeaux de vaches (voir l'article transhumance).
Des vestiges préhistoriques, dont une hache en schiste noir, ont été trouvés dans la vallée du Marcadau. Les vestiges protohistoriques sont nombreux aussi, surtout des cromlechs. La pierre de Loubosso (1 940 m), sur le plateau du même nom, proche du refuge Wallon, était un lieu de regroupement des différents troupeaux et des « lies et passeries » (conventions) permettaient de fixer le bon usage des estives entre les différents usagers. Les propriétaires profitaient de ce lieu 
assez plat pour acheter ou vendre du bétail.
Il existait auparavant un accès par la route qui permettait d'accéder au haut de la vallée en voiture ; devant l'afflux touristique et la pollution occasionnée, cet accès fut fermé, les randonneurs devant désormais laisser leur voiture au niveau d'un parking géant payant (1 300 places) peu avant le pont d'Espagne.

## Tourisme
Avec le Pont d'Espagne, le lac de Gaube, la commune thermale de Cauterets, les cascades, la zone est hautement touristique en été. On atteint le parking du pont d'Espagne par la route, puis le bas de la vallée par un chemin via le pont d'Espagne ou en empruntant une petite télécabine ; à ce niveau se trouve sur la gauche un télésiège qui permet d'accéder au lac de Gaube, et sur la droite le sentier qui suit le gave du Marcadau jusqu'au cirque du Marcadau. La randonnée dans la vallée du Marcadau, depuis le pont d'Espagne jusqu'au refuge de montagne dit Wallon, dure en moyenne deux heures et demie. De là, partent des randonnées de haute montagne vers le lac du Pourtet, la Grande Fache, le versant espagnol par le port du Marcadau ou par le col de la Fache, le massif du Vignemale.
L'hiver, il est possible de parcourir la vallée en ski de fond (présence de plusieurs pistes).